# Kenny Lofton

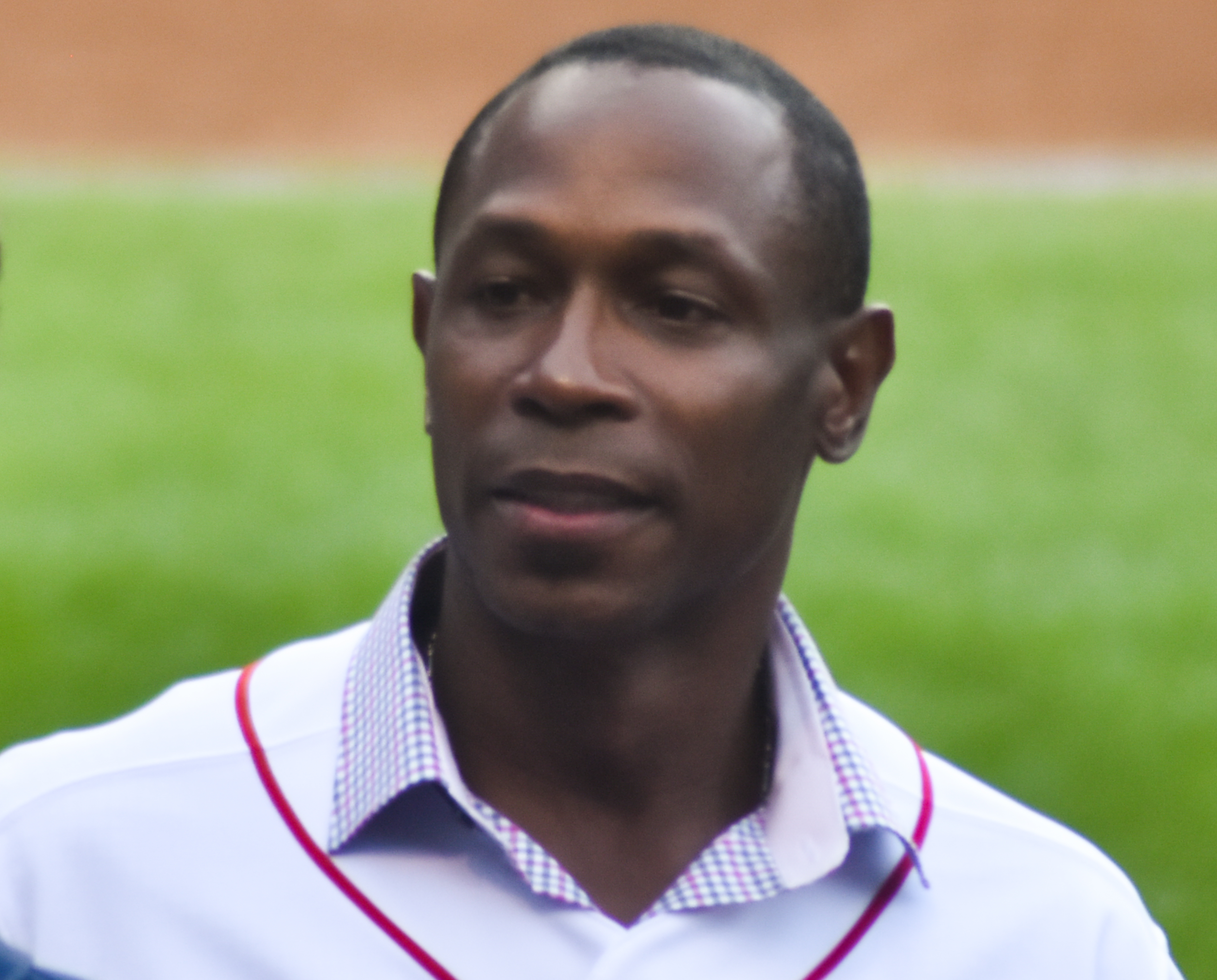
Kenny Lofton 2015.

Kenneth "Kenny" Lofton, född den 31 maj 1967 i East Chicago i Indiana, är en amerikansk före detta professionell basebollspelare som spelade 17 säsonger i Major League Baseball (MLB) 1991–2007. Lofton var centerfielder.
Lofton draftades 1988 av Houston Astros som 428:e spelare totalt och spelade i MLB för Astros (1991), Cleveland Indians (1992–1996), Atlanta Braves (1997), Indians igen (1998–2001), Chicago White Sox (2002), San Francisco Giants (2002), Pittsburgh Pirates (2003), Chicago Cubs (2003), New York Yankees (2004), Philadelphia Phillies (2005), Los Angeles Dodgers (2006), Texas Rangers (2007) och Indians för tredje gången (2007).
Lofton togs ut till sex all star-matcher (1994–1999) och vann fyra Gold Glove Awards (1993–1996). Statistiskt var han bäst i American League i stulna baser fem säsonger (1992–1996), i hits en säsong (1994) och i triples en säsong (1995). Totalt under karriären spelade han 2 103 matcher i grundserien med ett slaggenomsnitt på 0,299, 130 homeruns, 781 RBI:s (inslagna poäng) och 622 stulna baser.
Lofton är släkt med skådespelaren Cirroc Lofton.